# Панін Василь Іванович
Василь Іванович Панін (15 вересня 1934, село Борове, тепер Усманського району Липецької області, Російська Федерація) — радянський військово-політичний діяч, начальник політуправління ВМФ СРСР, адмірал (1989). Член ЦК КПРС у 1990—1991 роках.

## Життєпис
У 1952—1955 роках — курсант Виборзького училища морської піхоти.
У 1955 році розпочав військову службу на Камчатці: лейтенант, командир взводу морської піхоти. З 1956 року був секретарем комсомольської організації, помічник начальника політвідділу Камчатської флотилії з комсомолу.
Член КПРС з 1958 року.
У 1962—1966 роках — слухач Військово-політичної академії імені Леніна.
У 1966—1970 роках — заступник командира дизельного, а потім — атомного підводних човнів із політчастини на Тихоокеанському флоті.
У 1970—1974 роках — заступник начальника політичного відділу, начальник політвідділу з'єднання (окремої бригади) підводних човнів.
У 1974—1977 роках — начальник відділу організаційно-партійної роботи політичного управління Тихоокеанського флоту.
У 1977—1982 роках — інструктор відділу адміністративних органів ЦК КПРС із військово-морського флоту.
У 1982—1985 роках — член Військової ради — начальник політичного відділу Камчатської флотилії.
З 1985 року — перший заступник начальника Політичного управління Військово-морського флоту (ВМФ) СРСР.
У 1986 році закінчив Військову академію Генерального штабу Збройних сил СРСР.
У 1987—1991 роках — член Військової ради — начальник Політичного управління ВМФ СРСР.
У 1991—1992 роках — член Військової ради, начальник Військово-політичного управління ВМФ — 1-й заступник головнокомандувача ВМФ СРСР. з 1992 року — в запасі.
З 1992 року — голова правління Всеросійського фонду традицій та реліквій вітчизняного флоту «Морське кумпанство».

## Звання
- віцеадмірал (1986)
- адмірал (1989)

## Нагороди
- орден Червоної Зірки
- орден «За службу Батьківщині в Збройних Силах СРСР» ІІІ ст.
- медаль «За відвагу»